# 劉翊
刘翊（?—?），字子相。颍川郡颍阴县（今河南省许昌市）人，东汉大臣。

## 生平
劉翊家产丰饶，出身富室。常赈赡贫穷。曾乘车走到汝南郡，陈国人张季礼远赴老师丧礼，遇到寒冰车毁，在道路滞留。刘翊见到后说：“你对丧礼虔诚，应该快到。”于是下车，把车给他，不告姓名，策马而去。张季礼猜他就是刘子相，后专程到颍阴，归还马车。刘翊闭门辞行，不与他相见。
刘翊守志，卧病不出，不应征聘。河南种拂任颍川郡太守，引他为功曹，刘翊以种拂是名公之子，于是接受任命。种拂对他很敬重。阳翟黄纲依仗程夫人权力，求占山泽经营种植。种拂召刘翊问：“程氏贵盛，在皇帝左右，不听恐被他怨恨，给他则夺民利，怎么办？”刘翊说：“名山大泽不作封地，就是为民。明府您听任，就有谄媚之名。若以此获罪，您的儿子申甫，自然不会成为孤儿。”种拂听从刘翊之言，没有给黄纲。推举刘翊为孝廉，刘翊不就任。
黄巾起义，郡县大乱，各地发生饥荒，刘翊赈济贫民，资助数百人。对于贫穷的乡族，死亡的为他们殡葬，鳏寡的就帮助他们嫁娶。
汉献帝迁都西京长安，刘翊被举为上计掾。当时盗贼兴起，道路隔绝，驿站传递很少到达西京。刘翊昼伏夜行，辗转流离，才到长安。汉献帝下诏嘉赏他忠勤，特拜为议郎，转任陈留郡太守。刘翊将珍玩分给他人，只留下车马，带着他东归赴任。出关数百里，见士大夫病死在道路旁，刘翊用马换棺木，脱衣敛葬。又遇到故人在路上挨饿，不忍丢下他们，于是杀死驾车的牛，以救故人的困乏。众人阻止他，刘翊说：“视而不救，不是志士。”刘翊同那些人竟然都饥饿而死。
同時代，興平元年(西元194年)，張邈聽從陳宮建議背叛曹操時曾派劉翊通知荀彧呂布願助曹操攻擊陶謙，但此計被荀彧識破。另一潁川劉翊曾為汝南太守，舉許靖為上計吏。兩劉翊均非此陳留太守劉翊。

## 延伸阅读
[在维基数据编辑]
 《後漢書/卷81》，出自范晔《後漢書》
 《東觀漢記》